# 忠泰集團
忠泰集團（英語：JUT Group）是臺灣一個以地產開發為核心的企業集團，創辦人李忠義為宏泰集團創辦人林堉璘之外甥。集團以經營建設及營造事業的忠泰建設為核心，事業發展涵蓋建築規劃、營造施工、室內設計、物業管理、百貨商城、物業管理。
2023年跨足商場產業，於台北大直開設NOKE忠泰樂生活。

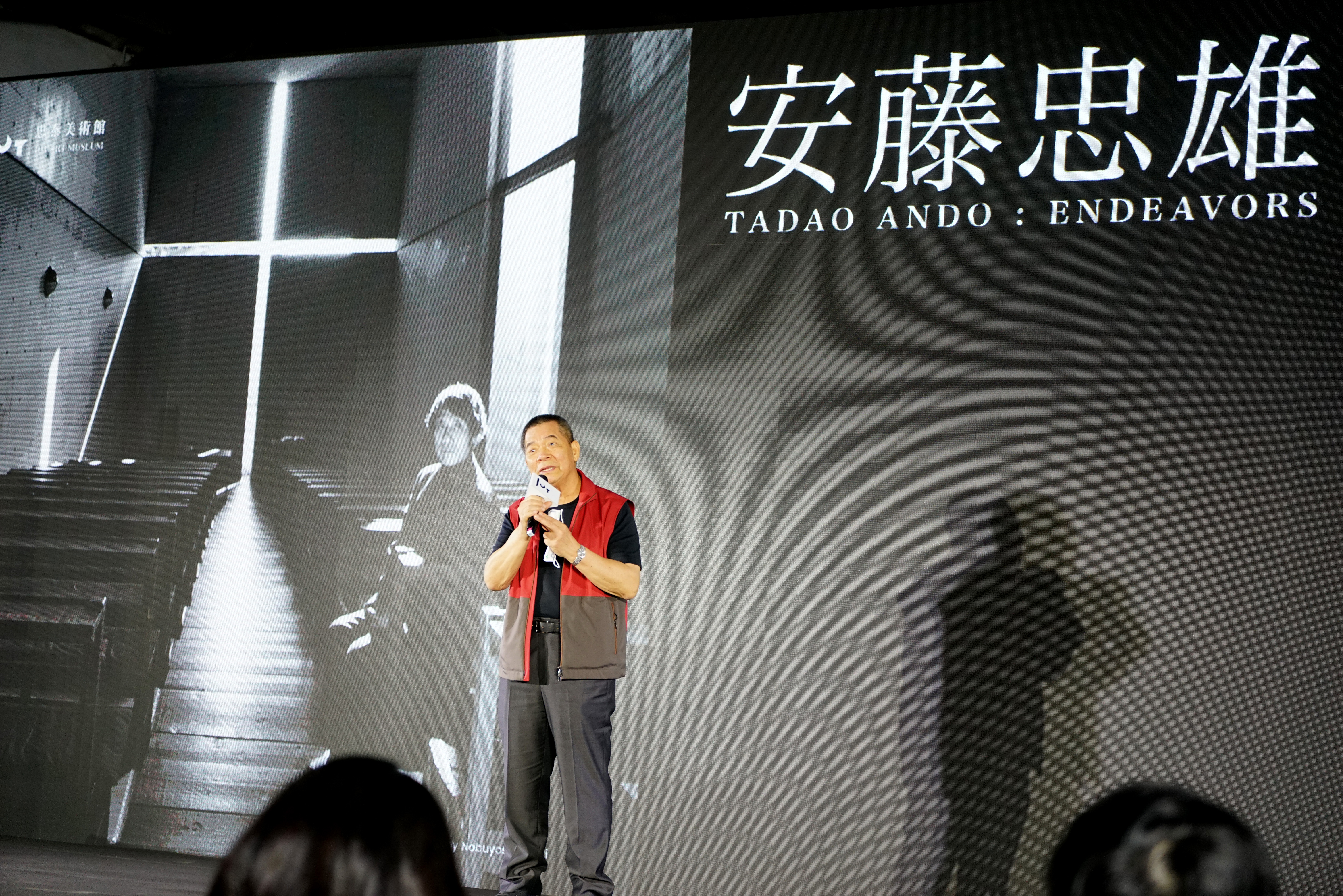
忠泰集團李忠義董事長

## 集團成員
- 忠泰建設[6]
- 義泰建設
- 築內國際
- 忠泰房屋
- 忠泰生活開發
- 忠泰商場事業
- 忠泰建築文化藝術基金會
  - 忠泰美術館
  - 新富町文化市場

## 代表作品
- NOKE忠泰樂生活
- 輕井澤
- 御松園
- 千葉園
- 代官山
- 台北之冠
- 忠泰風格
- 忠泰園舞曲
- 忠泰交響曲
- 忠泰TASTE
- 忠泰CHIC
- 忠泰美學
- 忠泰進行曲
- 美麗進行曲
- 忠泰極
- 忠泰大美
- 忠泰恆美
- 忠泰至美
- 忠泰明
- 忠泰隱
- 忠泰味
- 忠泰聚
- 明日博
- 東西匯
- 玉山石
- 忠泰繹
- 忠泰Ｍ
- 台北橋頭第一讚
- 圓山岳陽樓
- 圓山觀景樓
- 圓山大觀樓
- 關渡山水
- 天母玫瑰
- 歐香別墅
- 溫莎別墅
- 麗池別墅
- 大椰別墅
- 忠泰銀座大樓

## 著名設計師
- 胡碩峰
- 郭旭原
- 黃惠美
- 邱文傑
- 石靜慧
- 金光裕
- 李牧倫
- 三浦榮（Miura Sakae）
- 和泉正敏（Masatoshi Izumi）
- 高松伸（Takamatsu Sin）
- 三谷康彥（Yasuhiko Mitani）
- 安田祐嗣（Yuji Yasuda）
- 堀口正人（Masato Horiguchi）
- 青木淳（Aoki Jun）
- 梅林克（Katsu Umebayashi）
- 團紀彥（Norihiko Dan）

## 外部連結
- 忠泰集團 （页面存档备份，存于）
- 台灣公司資料 （页面存档备份，存于）
- 忠泰集團的Facebook專頁